# 飛騨杉
飛騨杉（ひだすぎ）は、国産スギ材のブランド。吉野杉、秋田杉、屋久杉などに代表されるスギの地域品種のひとつである。岐阜県の地域材には飛騨杉のほかに東濃ひのきや長良杉などがある。

## 特徴

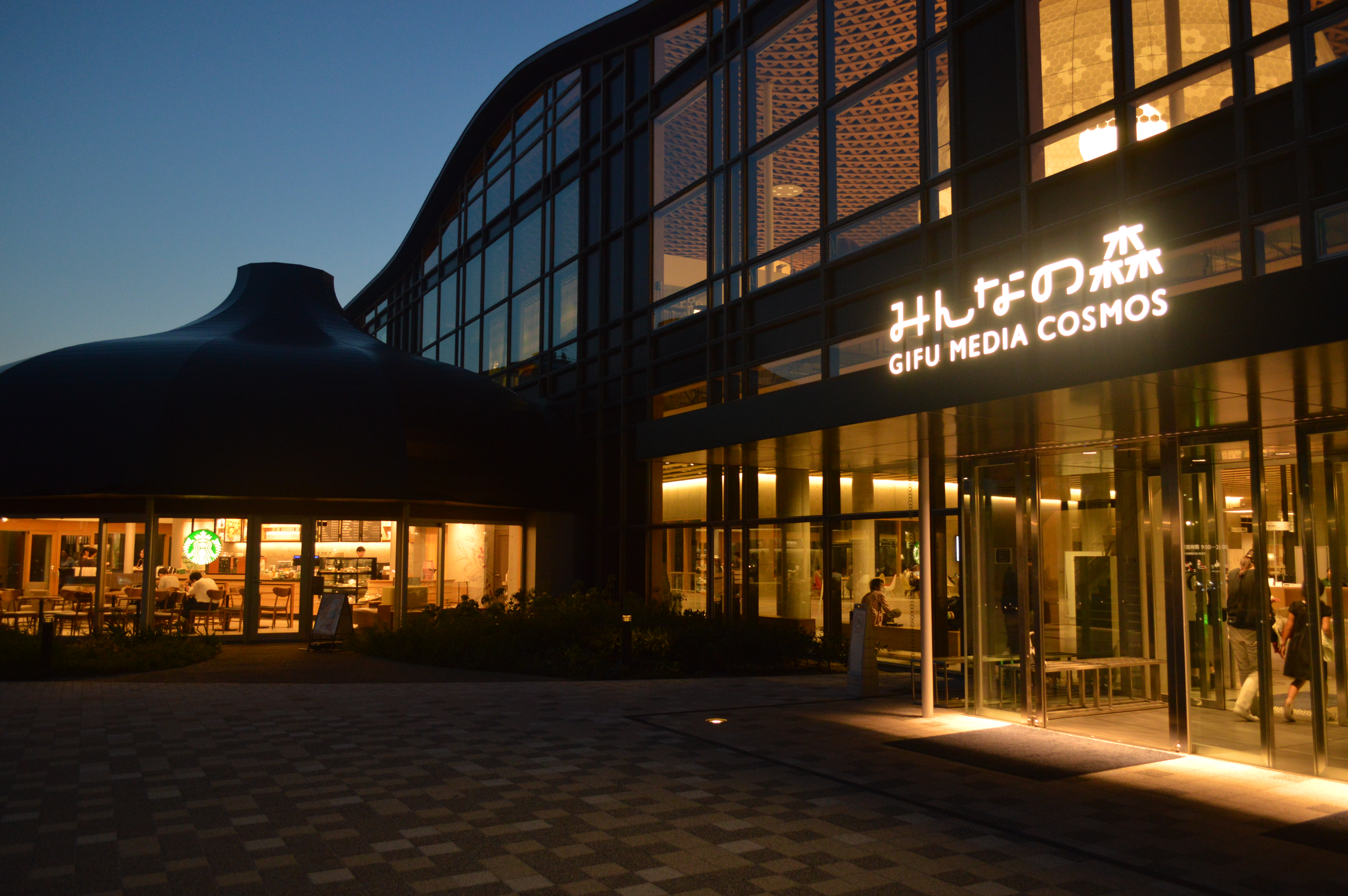
みんなの森 ぎふメディアコスモスのスターバックス

飛騨地方は高山市、飛騨市、下呂市、白川村の3市1村からなる。厳寒期には氷点下が続き、1981年2月には摂氏マイナス25.4度を記録したこともある。このため成長が遅く、年輪が詰んでいるため、同樹齢であれば一般的なスギ材よりも強度が高いとされる。他地域同様に、輸入材の普及とともに飛騨地方の林業は苦戦しているが、間伐材による割り箸や、家具材としての利用が試みられている。
2016年に岐阜市のみんなの森 ぎふメディアコスモス内に開館したスターバックスは、バーカウンター・腰壁・天井などに飛騨杉を使用している。

## 家具材

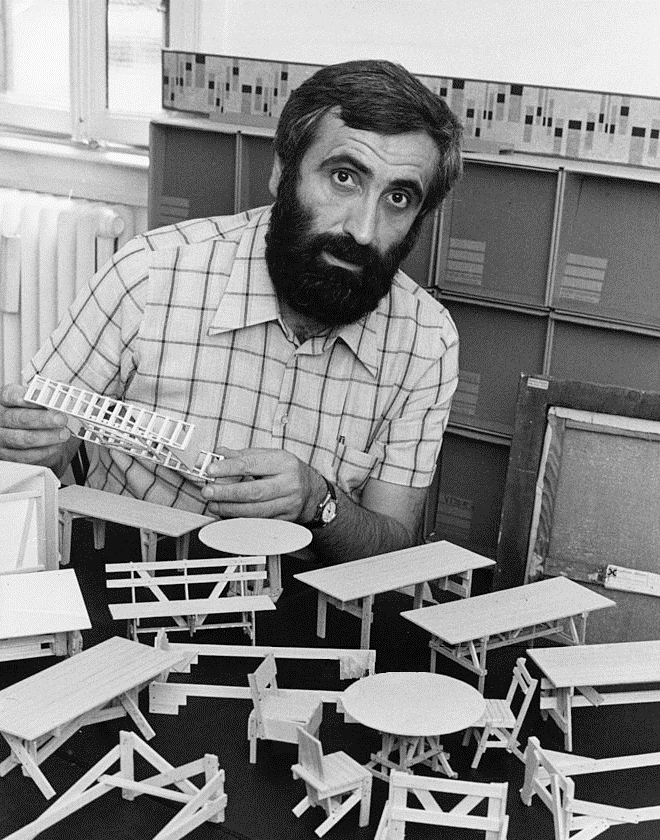
エンツォ・マーリ

スギは柔らかいため家具には不向きとされるが、2003年には同業5社による飛騨杉研究開発協同組合が発足し、圧縮技術を用いて家具を製造する研究が始まった。2005年にはイタリア人デザイナーのエンツォ・マーリのデザインによる製品シリーズ『HIDA』がミラノサローネ国際家具見本市で発表され、「チーク材のようだが見たことがない素材」として話題となった。